# San Giorgio su Legnano scacchi
Il torneo San Giorgio su Legnano scacchi è organizzato ogni anno dal 1982 a San Giorgio su Legnano, comune della città metropolitana di Milano, in Lombardia, dal circolo scacchistico della Famiglia Legnanese, associazione culturale della confinante Legnano. 
Si disputa tradizionalmente nella tarda primavera presso il centro parrocchiale di San Giorgio su Legnano ed è uno tra i più importanti tornei di scacchi organizzati in Italia essendo stato valido, nel 1996, come campionato nazionale.

## Storia

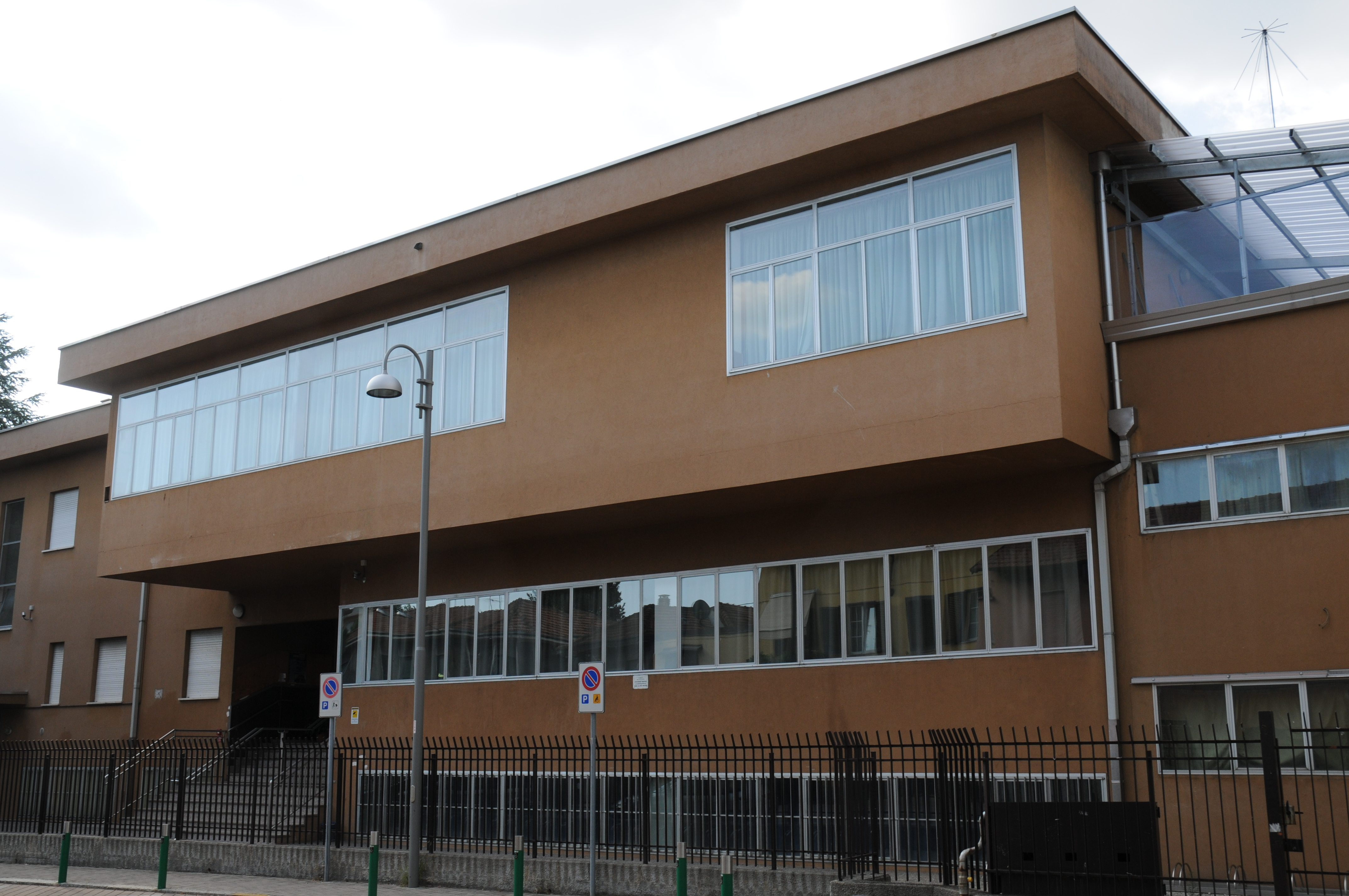
Il centro parrocchiale di San Giorgio su Legnano

Le prime quattordici edizioni, dal 1982 al 1995, si sono svolte con la formula "semilampo", con 15 minuti di riflessione per ciascun giocatore.
Nel 1995 il torneo è entrato nel Guinness dei primati per il maggior numero di partecipanti ad una competizione scacchistica, contando ben novecentoventisei concorrenti, tra cui l'allora campione del mondo FIDE Anatolij Karpov.
In quell'occasione Karpov e Sergei Tiviakov risultarono entrambi primi a pari merito, con 8 ½ su 9. Anziché affidarsi al coefficiente Buchholz, si decise di disputare uno spareggio su due partite. Poiché anche questo finì in parità, Karpov venne dichiarato vincitore del torneo per il miglior coefficiente Buchholz, mentre Ennio Arlandi, primo degli italiani per il miglior Buchholz, con 7 punti, è stato dichiarato campione italiano semilampo 1995.
Nel 1996 la competizione è stata accreditata dalla Federazione Scacchistica Italiana come campionato nazionale "lampo" (5 minuti) assoluto.

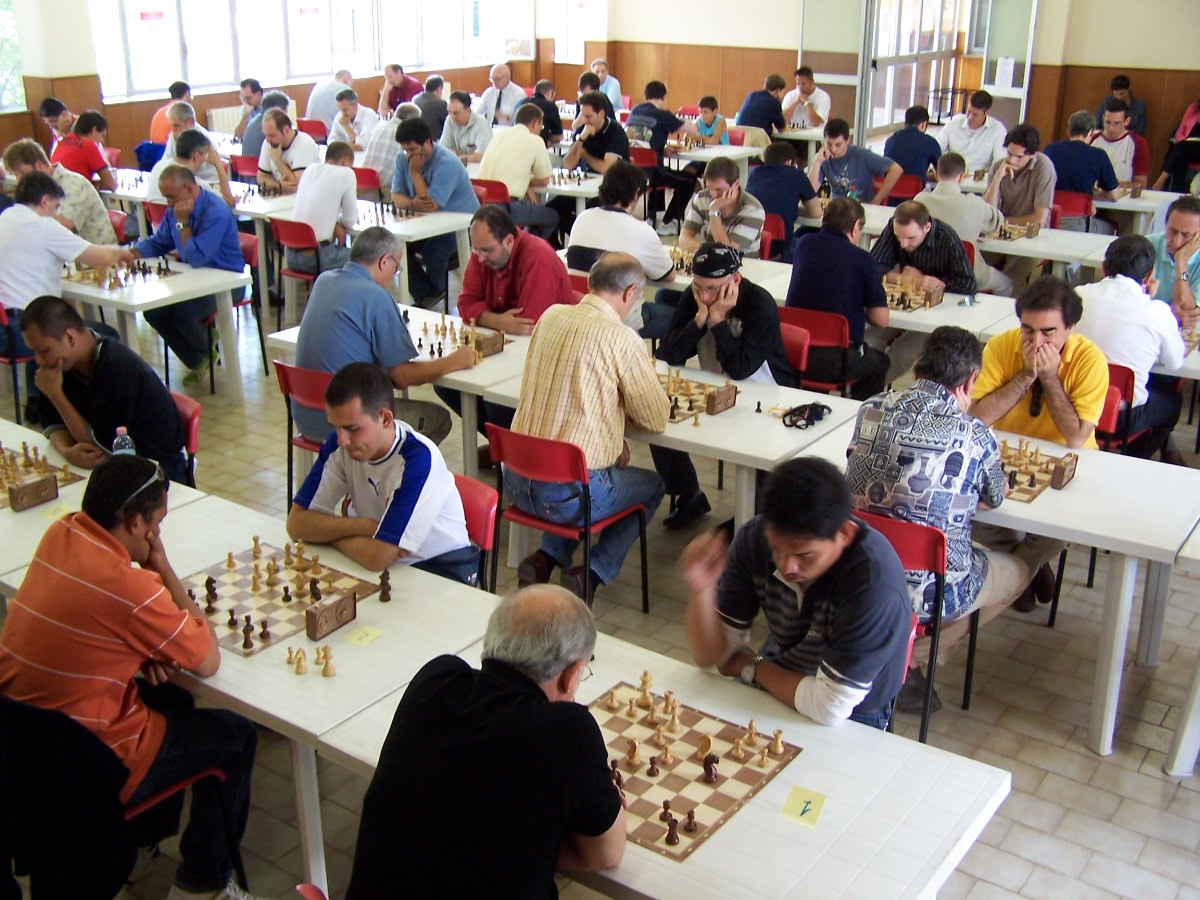
Una foto dell'edizione 2005

Negli anni successivi, dal 1997 al 2006 è stato organizzato su sei turni, generalmente disputati in quattro giorni, con tempo di riflessione di 2 ore per 40 mosse più un'ora di finale. Unica eccezione un ritorno alla formula semilampo nel 2005. Nel 2006 il torneo è stato riconosciuto dalla federazione regionale lombarda di scacchi come campionato regionale lombardo individuale assoluto, femminile e under 20.
Il manifesto ed il bando di gara ufficiali di "San Giorgio su Legnano scacchi" riportano la scultura "Gli scacchi" di Enrico Baj, da sempre utilizzata a mo' di logo della manifestazione. Il famoso artista aveva deciso, come gesto di amicizia nei confronti degli organizzatori del torneo, di permettere gratuitamente la riproduzione della sua opera per pubblicizzare la competizione.
Nel 2010 il centro parrocchiale di San Giorgio su Legnano ha ospitato la seconda edizione del campionato regionale semilampo a squadre della Lombardia. La gara, valida anche come 29ª edizione del torneo di San Giorgio, è stata vinta dalla Scacchistica Vigevanese. Nel 2013 il centro parrocchiale di San Giorgio su Legnano è stato sede del 5º campionato regionale semilampo a squadre della Lombardia. La gara, valida anche come 32ª edizione del torneo di San Giorgio (definita 32ª anche se non vi sono notizie delle due edizioni precedenti), è stata vinta dalla Famiglia Legnanese: nel 2017, invece, il torneo è tornato individuale abbandonando la precedente formula a squadre.

## Albo d'oro
| Anno                                   | Edizione | Formula     | Vincitore               |
| -------------------------------------- | -------- | ----------- | ----------------------- |
| 1982                                   | I        | individuale | Mario Lanzani           |
| 1983                                   | II       | individuale | Mario Lanzani           |
| 1984                                   | III      | individuale | Andrea Rombaldoni       |
| 1985                                   | IV       | individuale | Milorad Vujovic         |
| 1986                                   | V        | individuale | Sergio Mariotti         |
| 1987                                   | VI       | individuale | Paolo Vezzosi           |
| 1988                                   | VII      | individuale | Carlo D'Amore           |
| 1989                                   | VIII     | individuale | Carlo D'Amore           |
| 1990                                   | IX       | individuale | Franco Trabattoni       |
| 1991                                   | X        | individuale | Carlo D'Amore           |
| 1992                                   | XI       | individuale | Paolo Vezzosi           |
| 1993                                   | XII      | individuale | Drazen Sermek           |
| 1994                                   | XIII     | individuale | Evgenij Agrest          |
| 1995                                   | XIV      | individuale | Anatolij Karpov         |
| 1996                                   | XV       | individuale | Carlo D'Amore           |
| 1997                                   | XVI      | individuale | Daniel Contin           |
| 1998                                   | XVII     | individuale | Carlo Barlocco          |
| 1999                                   | XVIII    | individuale | Milorad Vujovic         |
| 2000                                   | XIX      | individuale | Zivojin Ljubislavljevic |
| 2001                                   | XX       | individuale | Zivojin Ljubislavljevic |
| 2002                                   | XXI      | individuale | Sabino Brunello         |
| 2003                                   | XXII     | individuale | Alessio De Santis       |
| 2004                                   | XXIII    | individuale | Fabio Borin             |
| 2005                                   | XIV      | individuale | Yves Ranola             |
| 2006                                   | XV       | individuale | Marco Sbarra            |
| 2007                                   | XVI      | individuale | Eugenio Capuano         |
| 2008                                   | XVII     | individuale | Roland Salvador         |
| 2009                                   | XVIII    | individuale | Rolly Martinez          |
| 2010                                   | XXIX     | a squadre   | Scacchistica Vigevanese |
| 2011                                   | XXX      | ?           | ?                       |
| 2012                                   | XXXI     | ?           | ?                       |
| 2013                                   | XXXII    | a squadre   | Famiglia Legnanese A    |
| Dal 2014 al 2016 non è stato disputato |          |             |                         |
| 2017                                   | XXXIII   | individuale | Carlo Barlocco          |

### Plurivincitori
- Carlo D'Amore (4 vittorie)
- Mario Lanzani, Paolo Vezzosi,  Carlo Barlocco, Zivojin Ljubislavljevic (2 vittorie)